# Robert Lansing
Robert Lansing (født 17. oktober 1864 i Watertown i New York i USA, død 30. oktober 1928 i New York) var en amerikansk demokratisk politiker og advokat.
Han blev udeksamineret i 1886 fra Amherst College og startede i 1889 sin karriere som advokat i advokatbureauet Lansing & Lansing i Watertown. Han blev en kendt ekspert i international lov. Han bistod USA i 1903 i tribunalet som fastslog Alaskas grænser.
Lansing var USA's udenrigsminister under præsident Woodrow Wilson i perioden 1915-1920. Han forhandlede på vegne af USA i 1917 Lansing-Ishii-overenskomsten med Japan og overtagelsen af Dansk Vestindien samme år.
| Efterfulgte: William Jennings Bryan | USA's udenrigsminister 1915–1920 | Efterfulgtes af: Bainbridge Colby |

1. ↑  Navnet er anført på engelsk og stammer fra Wikidata hvor navnet endnu ikke findes på dansk.
2. ↑  Navnet er anført på engelsk og stammer fra Wikidata hvor navnet endnu ikke findes på dansk.